# Palle Birkelund
Hans Dines Palle Birkelund (29. januar 1912 i Nimtofte – 13. juli 2012) var en dansk rigsbibliotekar og forhenværende chef for det Kongelige Bibliotek.
Palle Birkelund blev født i Nimtofte på Djursland, og han blev student fra Aarhus Katedralskole. Han blev derefter ansat ved Statsbiblioteket i Aarhus, og fra 1936 Universitetsbiblioteket i København. Han blev cand. jur. i 1944, og i 1948 ansat ved det Kongelige Bibliotek. I 1952 blev han rigsbibliotekar og chef sammesteds, hvor han sad til sin pension i 1982.
Igennem sin ledelsesperiode lancerede han mange nye tiltag, f.eks. nyorganisation af fagreferentsystemet, moderniserede bibliotekaruddanelsen, og han oprettede tidsskriftet Fund og Forskning i 1954.
Palle Birkelund var desuden både før og efter sin pensionering en flittig forsker og skribent med speciale i bibliotekshistorie. Bl.a. var han medredaktør af værket Nordisk Leksikon for Bogvæsen (1951-1962) og Danmarkshistoriens blå bog : 1680 danske mænds og kvinders levnedsløb fra Ansgar til vor tid (1971), samt en lang række artikler i både faglige og populære tidsskrifter og aviser.
Han blev 2. april 1954 gift med sekretariatschef Gerda Birkelund (født Schwarz, 27. september 1923, død 6. november 1998).